# Leopold Dippel
Leopold Dippel, född 4 augusti 1827 i Lauterecken, död 4 mars 1914 i Darmstadt, var en tysk botaniker.
Dippel avlade examen i skogsvetenskap i Karlsruhe 1848, studerade därefter botanik i Jena, blev 1850 lärare, hedersdoktor i Bonn 1865 och var 1869-1896 professor i botanik vid tekniska högskolan i Darmstadt, där han även förestod storhertigliga trädgården. 
Dippel är mest känd för sitt stora dendrologiska verk Handbuch der Laubholzkunde (tre delar, 1889-1893). Hans främsta vetenskapliga verk tillhör dock växthistologin med bland annat de betydande arbetena Das Mikroskop und seine Anwendung (1867-1872; ny upplaga 1882-1898), Entstehung der Milchgefässe (1865) och Die Intercellularsubstanz und deren Entstehung (1867) (några av dithörande skrifter är prisbelönta) samt Diatomaceenflora der Rhein-Main-Ebene (1905).
Auktorsnamnet Dipp. kan användas för Leopold Dippel i samband med ett vetenskapligt namn inom botaniken; se Wikipediaartiklar som länkar till auktorsnamnet.